# Lasalichthys
Lasalichthys è un pesce osseo estinto, appartenente ai redfieldiiformi. Visse nel Triassico superiore (Retico, circa 205 - 201 milioni di anni fa) e i suoi resti fossili sono stati ritrovati in Nordamerica.'

## Etimologia
Il nome del genere, Lasalichthys, deriva dai Monti La Sal nello Utah, luogo del ritrovamento del fossile tipo, unito al greco ichthys, che significa "pesce". 

## Descrizione
Questo pesce era di medie dimensioni, e solitamente era lungo circa 20 centimetri allo stadio adulto. Il corpo era allungato e snello, con una testa allungata ma un muso molto corto e smussato. Gli occhi erano molto grandi, e la bocca ampia era dotata di piccoli denti acuminati. La pinna dorsale era posta molto indietro, vicino alla coda, ed era triangolare e di forma appuntita. La pinna anale era un po' più grande di quella dorsale, pressoché opposta a essa e di forma quasi identica. Le pinne ventrali erano piccole e poste anteriormente (a circa metà del corpo), mentre quelle pettorali erano ancora più anteriori e di forma più allungata e grandi. La pinna caudale era profondamente biforcuta e con due lobi di eguale grandezza. Le scaglie di Synorichthys erano spesse e quadrangolari. 
Lasalichthys si distingue per una combinazione unica di tratti anatomici. Il muso presenta un piccolo osso post-rostrale ovale, racchiuso anteriormente da grandi ossa nasali espanse. I parietali sono triangolari e talvolta fusi tra loro. La mandibola è profonda nella porzione posteriore e si assottiglia rapidamente verso la sinfisi. I canali sensoriali cranici presentano una doppia fila di pori, ad eccezione delle regioni nasale e mandibolare. I canali sopraorbitali attraversano i parietali per confluire nella commissura extrascapolare. Gli elementi dermici del cranio sono decorati da rilievi o tubercoli molto marcati. I raggi anteriori delle pinne pettorali sono robusti e dotati di numerosi fulcri frangiati relativamente grandi. Queste caratteristiche indicano che Lasalichthys occupava una posizione evolutiva specializzata tra gli attinotterigi triassici.
La specie Lasalichthys otischalkensis presenta schemi nei canali sensoriali cranici mai osservati in altri redfieldiiformi, costituendo così una morfologia unica all'interno del gruppo.

## Distribuzione
Numerosi fossili di questo pesce sono stati ritrovati negli USA occidentali, ed è quindi uno dei più diffusi pesci ossei del Triassico nordamericano. I fossili della specie tipo Lasalichthys hillsi provengono da varie località del Triassico superiore del Nord America. In Utah, sono stati rinvenuti esemplari nella parte superiore della Formazione Chinle, in particolare presso Big Indian Wash e Little Valley, nella Contea di San Juan. Altri resti potrebbero provenire dal Canyon del fiume Dolores, nei pressi di Bedrock, nella Contea di Montrose, in Colorado. Ulteriori ritrovamenti sono noti dalla parte inferiore del Dockum Group, vicino a Otis Chalk, nella Contea di Howard, Texas. Queste formazioni geologiche sono note per la loro ricca fauna fossile triassica, che include anche altri pesci ossei, anfibi e rettili primitivi.

## Classificazione
Lasalichthys venne descritto per la prima volta nel 1967, sulla base di resti fossili ritrovati negli Stati Uniti. 
Lasalichthys è un rappresentante della famiglia Redfieldiidae, un gruppo di attinotterigi arcaici diffusi soprattutto nel Triassico. La specie tipo è Lasalichthys hillsi, si differenzia da altri membri della famiglia per la morfologia del cranio e della mandibola. Lasalichthys otischalkensis è diagnosticato da un insieme di caratteri unici che lo distinguono a livello specifico, pur condividendo affinità generiche con L. hillsi. L'analisi comparativa tra esemplari attribuiti in passato a Synorichthys e quelli di Lasalichthys ha portato alla conclusione che i due generi non sono distinguibili se non a livello di specie. Di conseguenza, Synorichthys è stato considerato sinonimo di Lasalichthys, con la specie S. stewarti classificata come Lasalichthys stewarti. L. otischalkensis rappresenta inoltre uno dei più antichi redfieldiiformi conosciuti nel record fossile nordamericano.

## Paleoecologia
Lasalichthys era un pesce d'acqua dolce con abitudini predatorie.